# Joshua Dufek
Joshua Dufek (Camden Town, 13 de dezembro de 2004) é um automobilista austro-suíço de ascendência alemã que recentemente competiu no Campeonato de Fórmula 3 da FIA com a equipe Hitech TGR.

## Carreira

### Fórmulas inferiores
Tendo começado a competir no kart aos sete anos de idade, Dufek seguiu sua carreira no kart com uma mudança para os monopostos em 2020, competindo no Campeonato Espanhol de F4 com a equipe MP Motorsport, com ele competindo sob uma licença suíça.
Em 2021, Dufek mudou-se para a equipe Van Amersfoort Racing, fazendo parceria com Oliver Bearman e Nikita Bedrin na série italiana e ADAC Fórmula 4.

### Fórmula Regional

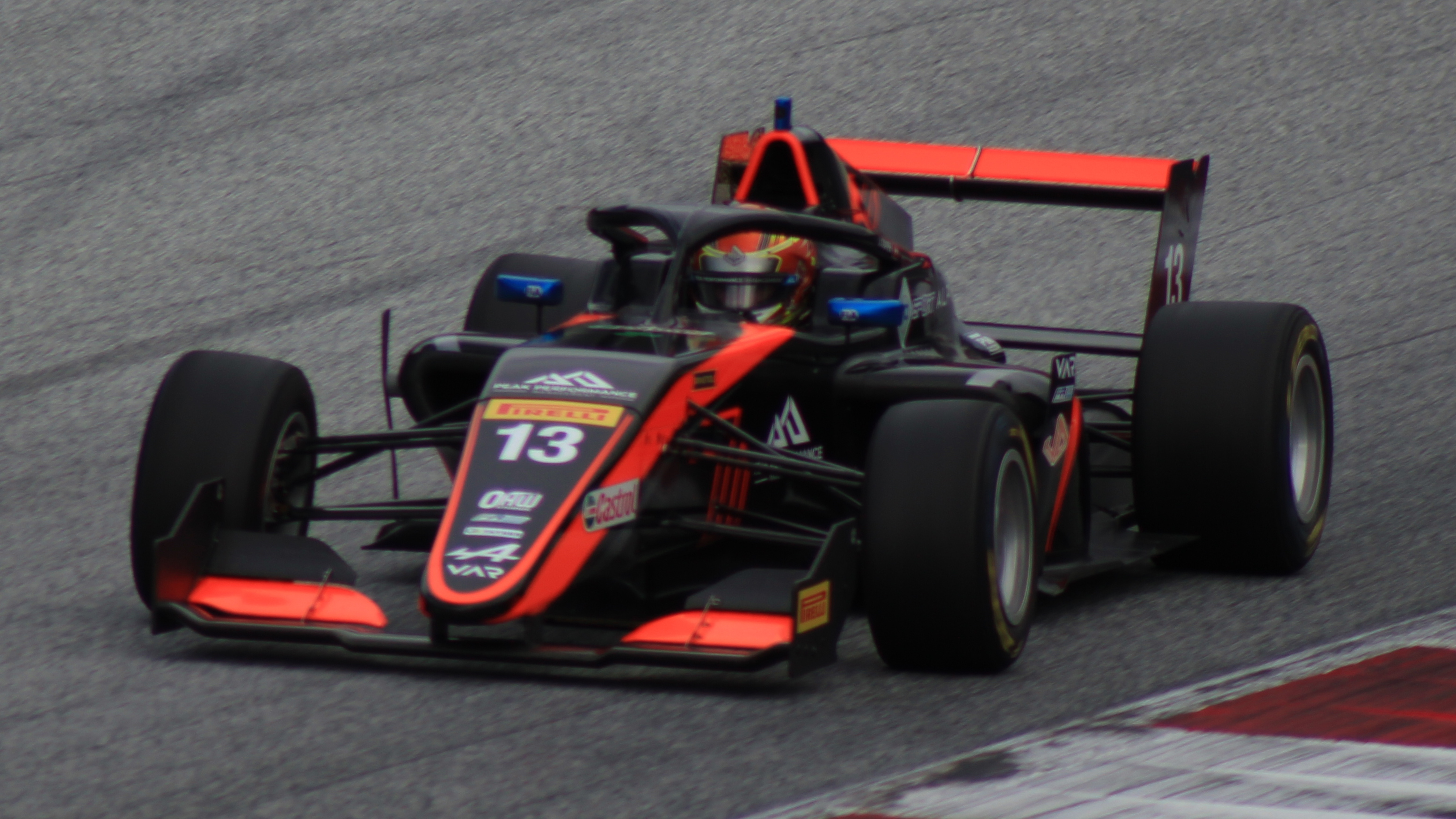
Dufek no Red Bull Ring em 2022

Tendo participado dos testes de pós-temporada com as equipes MP Motorsport e Van Amersfoort Racing no final de 2021, Dufek assinou com a última equipe para competir no Campeonato de Fórmula Regional Europeia de 2022, pilotando ao lado de Levente Révész e Kas Haverkort. Antes do início da temporada, o piloto suíço competiu nas três primeiras rodadas da série asiática de Fórmula Regional com a Hitech Grand Prix, terminando em 18º na classificação final.
No início de 2023, Dufek correu no Campeonato de Fórmula Regional do Oriente Médio de 2023 com a equipe PHM Racing. Ele conquistaria sua primeira vitória na Fórmula Regional no Kuwait Motor Town, apenas para tê-la perdida devido a uma irregularidade técnica. Ele terminou a temporada em sexto na classificação geral com dois pódios.
Dufek permaneceu com a Van Amersfoort Racing para o Campeonato de Fórmula Regional Europeia de 2023. Despite a maiden pole position at the Hungaroring,

### Eurofórmula Open
Depois de deixar a Fórmula Regional em meados de 2023, Dufek se juntou a Eurofórmula Open com a CryptoTower Racing Team começando na quinta rodada no Red Bull Ring. Ele marcou dois pódios em sua primeira rodada no Red Bull Ring, antes de alcançar uma vitória inaugural em Monza. Ele continuou sua sequência de pódios em Mugello, somando sete pódios em oito participações, o que lhe permitiu ficar em sétimo lugar na classificação geral.

### Fórmula 3

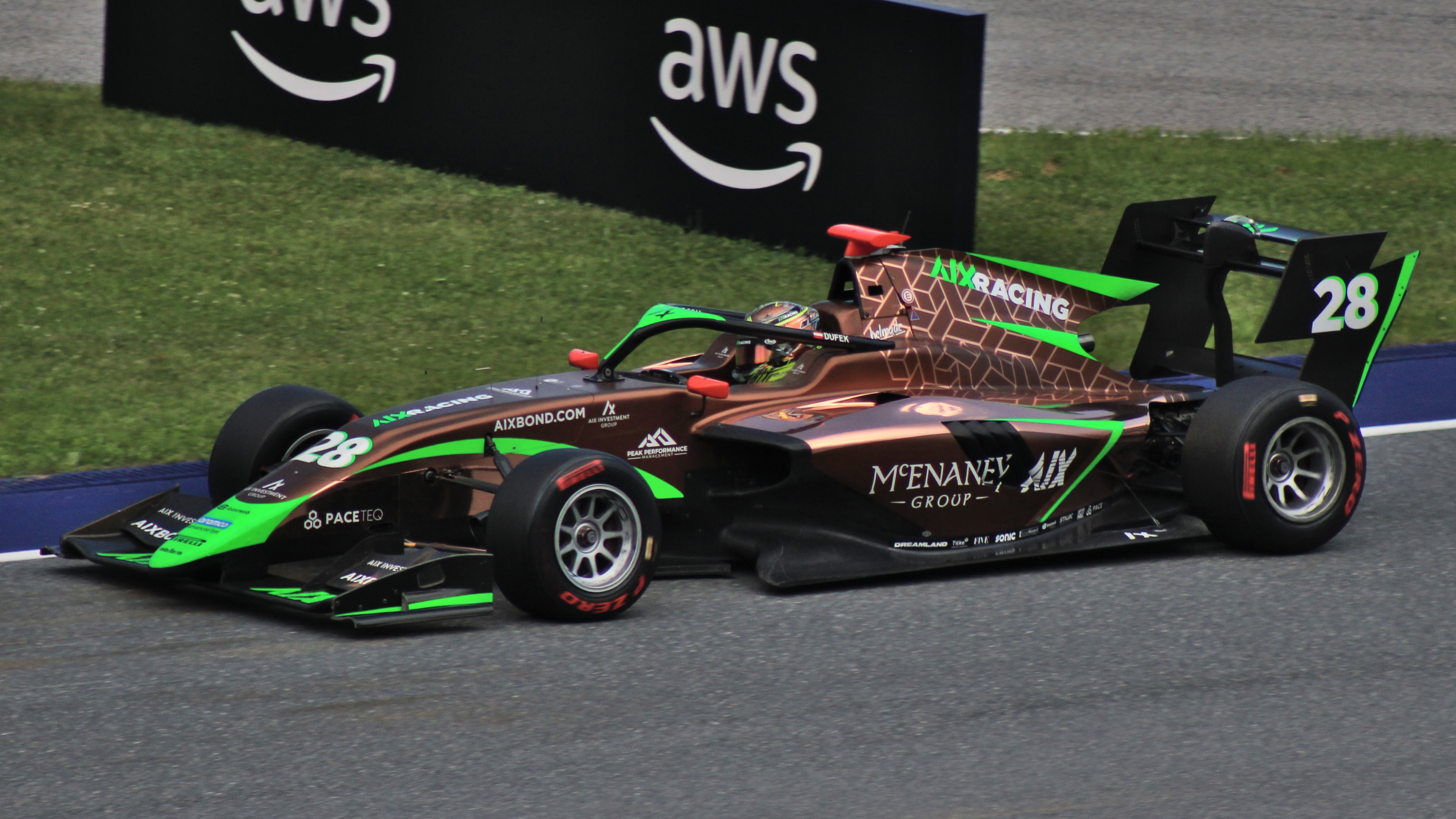
Dufek na etapa austríaca da Fórmula 3 em 2024

Dufek foi convocado pela equipe Campos Racing para a rodada final do Campeonato de Fórmula 3 da FIA de 2023 em Monza, substituindo Hugh Barter. Depois de sair da classificação, ele terminou em 14º em ambas as corridas, o suficiente para levá-lo ao 29º lugar na classificação geral, à frente de outros seis pilotos. Ele então testou para a PHM Racing durante o teste de pós-temporada.
Para 2024, Dufek foi promovido para a Fórmula 3 em tempo integral, juntando-se à PHM AIX Racing para sua primeira temporada completa de Fórmula 3. A partir desta temporada, ele passa a competir na Fórmula 3 sob uma licença austríaca.
Dufek permaneceu na Fórmula 3 para uma segunda temporada em 2025, mas se transferindo para a equipe Hitech TGR ao lado de Martinius Stenshorne e Gerrard Xie. O austro-suíço não pontuou em nenhuma prova, tendo como melhor resultado um décimo primeiro lugar em Melbourne. Foi substituído por Jesse Carrasquedo Jr. a partir da rodada de Barcelona.

### Fórmula 1
No início de 2019, Dufek se juntou à Sauber Junior Team junto com Dexter Patterson e competiu com sua equipe de kart no Campeonato Europeu de Kart CIK-FIA e no Campeonato Mundial de Kart. Ele deixou a academia antes do início de sua carreira em monopostos em 2020.